# Antoni Wodyński
Antoni Wodyński pseud. Odyniec (ur. 1 czerwca 1924 w Bujakach, zm. 8 lipca 1948 we Wrocławiu) – oficer Armii Krajowej i Zrzeszenia Wolność i Niezawisłość, podporucznik 6 Partyzanckiej Brygady Wileńskiej, dowódca patrolu i członek sztabu tej Brygady, żołnierz wyklęty.

## Życiorys
Antoni Wodyński walczył od listopada 1942 roku w strukturach AK, w 1943 roku zbiegł z transportu przymusowych robotników do Rzeszy. Od stycznia 1944 roku do 2 sierpnia 1945 roku był dowódcą oddziału partyzanckiego „Sokołów”. W 1944 roku ukończył konspiracyjny kurs podoficerów. Od kwietnia 1945 roku był dowódcą drużyny egzekucyjnej oddziału samoobrony ppor. Teodora Śmiałowskiego „Szumnego” w Obwodzie Bielsk Podlaski AK-AKO, walczył z oddziałami NKWD i UB.
Od czerwca 1946 roku był dowódcą patrolu oraz oficerem dyspozycyjnym i członkiem sztabu 6 Brygady Wileńskiej. We wrześniu 1946 roku, w pociągu na stacji w Siemiatyczach skonfiskował 205 tysięcy złotych na potrzeby podziemia. Od 17 lutego 1947 roku był dowódcą patrolu żandarmerii tej Brygady.
W latach 1946–1947 pełnił funkcję łącznika między dowódcą 6 Wileńskiej Brygady Władysławem Łukasiukium „Młotem” a Komendą Okręgu Wileńskiego AK ppłk. Antoniego Olechnowicza(Komendą Ośrodka Mobilizacyjnego Okręgu Wileńskiego AK). Ukrył i zabezpieczył część archiwum oddziału „Młota”. Często przyjeżdżał do Wrocławia z meldunkami i pocztą mjr. Zygmunta Szendzielarza „Łupaszki”.
Na przełomie 1946/1947 został aresztowany i zwolniony na mocy amnestii z 1947 roku. W czasie jednej z misji do Wrocławia został tam 2 lipca (albo 7 lipca) 1948 roku postrzelony w brzuch przez UB i aresztowany w czasie próby ucieczki z zasadzki urządzonej przez UB w mieszkaniu żony „Młota” – Jadwigi Łukasiuk. Mimo stanu agonalnego został poddany brutalnemu przesłuchaniu. Zmarł 8 lipca 1948 roku. Miejsce jego pochówku jest nieznane. Najprawdopodobniej  jego ciało przekazano do Zakładu Anatomii Uniwersytetu Wrocławskiego. W archiwach UB zachowało się pokwitowanie o treści: Niniejszym kwituję odbiór zwłok nieznanego mężczyzny lat 26 ze szpitala WUBP. Zwłoki „Odyńca” przez pół roku przechowywano w uczelnianej chłodni, po czym wydano studentom I roku medycyny do ćwiczeń. 
W kwietniu 2017 roku pośmiertnie awansowany na stopień kapitana.

## Order
Postanowieniem prezydenta RP Lecha Kaczyńskiego z 9 listopada 2007 roku „za wybitne zasługi dla niepodległości Rzeczypospolitej Polskiej” Antoni Wodyński został pośmiertnie odznaczony Krzyżem Komandorskim Orderu Odrodzenia Polski, a przekazanie orderu rodzinie odbyło się 11 listopada tego samego roku w czasie uroczystości z okazji Narodowego Święta Niepodległości.